# Szóasszociáció
A szóasszociáció a mentális lexikon vizsgálatára gyakran használt módszer, amelynek segítségével a jelentésreprezentációk, valamint a lexikális hozzáférés megismerhető. A módszer a pszichológiába nyúlik vissza.
Az asszociáció latin eredetű  szó, jelentése társítás, amely során képzeteket, gondolatokat, ingereket, szavakat kapcsolunk egymással össze. Fontos szerepe van a megismerésben és a tanulásban. Az első ilyen típusú vizsgálat Francis Galton (1883) nevéhez köthető, aki saját magán alkalmazta a módszert: a szóasszociációs működéseket, illetve annak gyorsaságát vizsgálta. Később összefüggésbe hozták a tudattalan fogalmával is. Carl Gustav Jung a 20. század elején végzett kísérleteiben a válaszadásig eltelt időt vizsgálta, azt feltételezve, hogyha valaki a bemutatott szóra az átlagosnál lassabban reagál, akkor az a szó különleges jelentőséggel bír számára, és az elfojtás által a tudattalanban tartózkodik. A teszt lényege az volt, hogy a vizsgált személy száz ingerszót hallott, majd mindegyik elhangzása után a lehető leggyorsabban ki kell mondania az első szót, ami eszébe jut. Az ingerszavak mellé pontosan fel kell jegyezni azt is, hogy mi hangzott el, valamint mennyi idő elteltével. A tesztfelvétel végeztével megismétlik úgy, hogy a vizsgált személynek fel kell idéznie a megelőzően mondott válaszokat. Az eredmény lejegyzése ugyanúgy történik, mint az első esetben. Jung felfedezése az volt, hogy a szóasszociációs teszttel rá lehet bukkanni a vizsgált személy tudattalan komplexusaira. Amikor az ingerszó nem érint komplexust, a vizsgált személy hamar kimondja asszociációját, s ezt az ismétlés alkalmával fel tudja idézni. Ám abban az esetben, amikor az ingerszó a komplexust érinti, másképpen történik a válaszadás: meghosszabbodik a reakcióidő, a páciens hibásan mondja ki asszociációját, különös beszéd vagy testbeszéd kíséri a válaszadást.

## Nyelvészeti vonatkozás
A nyelvészeknek a szóasszociáció a szókincs feltérképezésében és a mentális lexikon megismerésében nyújt segítséget. A szókincs nagyságának pontos megállapítása gyakorlatilag lehetetlen. Az anyanyelv-elsajátítás még kezdeti szakaszában lévő gyermek esetében kivitelezhető a beszédprodukció során elhangzott szavak lejegyzése, de ez később már lehetetlenné válik,  valamint a beszédpercepció kérdése is problémát jelent. Az irodalmi adatok azt jelzik, hogy egy 13 hónapos gyermek már megértett 50 szót, de 50 szó produkálására 19 hónapos korában volt csak képes.
Az egyén szókincséről számos dolog kideríthető, ha részt vesz egy szóasszociációs kísérletben. Többek között a szabad szóasszociáció esetében elemezhető a mondott szavak száma, a szavak különböző minőségi sajátosságai (például szófaj, szótagszám, szerkezeti és jelentéstani sajátosságok), valamint az egymás után következő szavak közötti kapcsolat. Utóbbiból pedig arra is fény derül, hogy az adatközlő pontosan milyen asszociációs stratégiát alkalmazott: hangzásit, jelentéstanit vagy szerkezetit.
A szóasszociáció történhet szóban vagy írásban is. Előbbi esetében van mód annak vizsgálatára is, hogy egyes szavak előhívása közti időt mérjék, valamint a hezitálásokra, megakadásokra is példával szolgál. Utóbbinál mindez nem mérhető. Mindkét esetben előre meghatározott időkeret áll az adatközlők rendelkezésére annak függvényében, hogy milyen megkötést alkalmazunk. Alapnak tekinthető a 15 perces időkeret, amelyet Cser János már 1939-ben alkalmazott.
A szakirodalomban a szókincs nagyságát vizsgáló kísérletek többsége a beszédmegértés lexikális hozzáférési folyamatára összpontosít. A beszédprodukció során aktivált lexikális hozzáférés eredményeinek elemzése pontosabb képet adhat a mentális lexikon szerveződéséről. Ez a következőkkel támasztható alá:
- szabad szóasszociációban a mentális lexikonnak mind az aktív, mind a passzív része aktiválódik,
- minél gyorsabb a lexikális hozzáférés, annál több szó hívható elő,
- minél nagyobb a lexikális egységek száma, annál könnyebb a hozzáférés (hiszen nincsenek korlátozó nyelvi vagy egyéb szabályok),
- valószínűsíthető a mentális lexikon hálózatstruktúrájának jellege,
- következtetések vonhatók le az egyes nyelvi kategóriák kódoltságáról,
- óvatos becslések fogalmazhatók meg a szókincs nagyságáról.

## A szóasszociáció fajtái
A szabad szóasszociációnak több típusa is ismeretes. Az egyikben egy (előre) meghatározott hívószóra kell a kísérleti személynek kimondania az első szót, amely eszébe jut, illetve kérhetnek meghatározott számú szót is, avagy meghatározott ideig tartó folyamatos aktiválást. A másikban teljesen szabad szóasszociáció történik, amelyben nincs nyelvi vagy egyéb megkötés (ekkor a kísérleti személy azt mondhatja, ami éppen az eszébe jut).
A szűkített szóasszociációs tesztekben a hívószóra meghatározott kategóriájú választ várnak (például ellentétet, hasonló hangzást). Ez a hívószó lehet azonban egyetlen beszédhang, hangkapcsolat vagy szótag is.
A nyitott tesztekben az adatközlőnek egy meghatározott jelentéskategórián belül (például állatok) kell annyi szót mondania, ahány eszébe jut.

## A szóasszociációs stratégiák
- Hangzási (fonetikai) összefüggés: érintheti a teljes szóalakot, annak nagy részét, elejét, végét vagy csupán a kezdő hangját, hangkapcsolatát/szótagját.

Homonímia: Az egymást követő szavak azonos CV-kapcsolattal (koartikulációs kapcsolat: mássalhangzó – magánhangzó) kezdődnek, de lehet koordinációs szemantikai kapcsolat is közöttük, baba – baka, fuvola – furulya. Egy szótagú szó kiváltotta hangzási hasonlóság eredményei, ahol azonban az eredeti szótagszerkezet felbomlik: pad – padló, „visszafelé” is működhet: sörét – sör.
Részleges fonetikai azonosság: Azonos VC-kapcsolatra (koartikulációs kapcsolat: (magánhangzó – mássalhangzó) végződnek, és itt is előfordulhat szemantikai kapcsolat, például fotel – hotel. Az esetek túlnyomó többségében a szótagszám is azonos, kivételek: szemöldök – köldök.
- Szerkezeti összefüggés: fellelhetők a szemantikai stratégia működései is. Azok az adatok kerültek ide, amelyekben megítélésünk szerint a szerkezet volt a domináns asszociáció. A kollokáció viszonylag gyakori stratégia, a folyamatos beszédben rendszeresen egymás mellett, egymást követően előforduló szavak megjelenése. Például: ravasz róka.

Szóképzés: Az asszociációs stratégia szóképzéssel háromféle módon is működhet. (i) Szótő + képző: harc – harcos. (ii) Képzett szó után következik a szótő: hatványozás. (iii) Azonos tövű szavak (mindkettő képzett szó): borító – boríték.
Szóösszetétel: (i) egyszerű szó – összetett szó, a kiindulásként szolgáló tő előtag lesz: cipő – cipőfűző. (ii) Egyszerű szó – összetett szó, a kiindulásként szolgáló tő utótag lesz: szülők – nagyszülők. (iii) Összetett szó – egyszerű szó, az előtag marad meg: asztalláb – asztal. (iv) Összetett szó – egyszerű szó, az utótag marad meg: rövidnadrág – nadrág. (v) Mindkét szó összetett szó és az előtag azonos: fogkefe – fogkrém. (vi) Mindkét szó összetett szó és az utótag azonos, például dióbél – vakbél.
Szószerkezet: a szószerkezetek szorosan összekapcsolódnak a szóösszetételekkel, leggyakrabban jelzős vagy határozós kapcsolatok: szőke nő. Predikatív (alany-állítmányi), tárgyas szerkezet és következtető jellegű kapcsolat is előfordul: harap – vicsorít – kutya – macska.
- Szemantikai összefüggés:

Koordináció: A koordinációt vagy mellérendeltségi viszonyt úgy definiáljuk, hogy egy fogalmi mező azonos szinten álló szavai között áll fenn. Ide soroljuk a metonimikus, illetőleg tapasztalati jellegű kapcsolatokon alapuló asszociációkat is: blúz – nadrág – cipő – zokni; illetve térbeli érintkezés: szánkó – hó. Rész-egész viszony: háló – kapu; anyagbeli, ok-okozati viszony: csúszik – jeges. Ellentétes jelentésű és komplementer szavak: tűz – víz.
Alárendeltségi, illetve fölérendeltségi kapcsolat: rovar – légy, zöldség – répa.
Szófaji azonosság: A szófaji azonosságon alapuló sorok kategóriájába melléknevek vagy igék/igenevek hosszabb-rövidebb felsorolása tartozik. Nincs minden elem között nyilvánvaló fogalmi kapcsolat: ül – áll – mosogat – tévézik.
Külön kategóriának felvehetnénk az „egyéb asszociatív kapcsolatokat”. Ide kerültek azok az esetek, amelyek szigorúan véve nem fértek bele a fenti kategóriák egyikébe sem, a kapcsolat létrejötte azonban magyarázható. Például a növények között szerepelnek gyümölcsök is: fa – nárcisz – narancs; a színnevek felsorolását követően a narancs szóval tér át a gyümölcsnevekre: barna – lila – narancs – citrom. Itt szerepelnek az álarc – farsang; répa – retek – mogyoró – rigó sorok is.
A fentebbi felosztás nemcsak a szóasszociáció során előhívott elemek esetében látható, hanem a spontán beszédben produkált nyelvbotlásoknál is. Ebben az esetben arra vonatkozóan is lehet következtetést levonni, hogy az előhívás során melyik szinten – lemma vagy lexikai – történik a hibás találat.